# Lo que yo te diga (serie de televisión)
Lo que yo te diga es una serie de televisión emitida por la cadena Telemadrid, producida por Antara 3 Ibérica (Filial de la productora Alba Adriática) y estrenada el 6 de agosto de 2012, que muestra las reacciones de la gente mediante sketches de 5 minutos cada uno ante situaciones de su vida cotidiana.

## Sinopsis
En este mundo de locos... hay gente para todo. Una comedia de situación para el verano que trae las situaciones más divertidas de los personajes más variopintos.

## Etapas del proyecto

### La Primera de TVE (1999-2004)
La idea del show surge en 2002 como unos sketches independientes del programa de variedades de Televisión española, Noche de fiesta, dirigido por José Luis Moreno. Los sobrinos de éste Alberto y Laura Caballero se encargan de la dirección y guion respectivamente de esta mini-comedia, que pronto se convierte en uno de los espacios más celebrados del programa.

### La FORTA y 13TV (2007-2011)
Una vez cancelado el programa, en septiembre de 2004, algunos de sus actores se incorporaron, a Noche Sensacional, un programa emitido por la FORTA y 13TV, con mecánica idéntica a su antecesor.

### Lo que yo te diga (2011-2012)
Tras acabarse el programa en 2011, Telemadrid y Alba Adriática decidieron crear una serie de 25 minutos de duración, basado en los sketches de Noche de fiesta y Noche Sensacional y el 6 de agosto de 2012 se estrena 'Lo que yo te diga', que cuenta con la participación de actores como Silvia Gambino o Pepe Ruiz. Cabe recordar que Telecinco también creó una serie partiendo de una sección del programa: Escenas de matrimonio.

## Reparto
- Silvia Gambino
- Javier Navares
- Eva Diago
- Carmen Esteban
- Pepe Ruiz
- Mamen García
- Arturo Gregorio
- Erika Bleda
- Matías Gotor
- Emilio Laguna

## Episodios y audiencias
| Temporada | Temporada | Episodios | Estreno             | Final | Audiencia media | Audiencia media |
| Temporada | Temporada | Episodios | Estreno             | Final | Espectadores    | Cuota           |
| --------- | --------- | --------- | ------------------- | ----- | --------------- | --------------- |
|           | 1         | 61        | 6 de agosto de 2012 | -     | -               | -               |
| Total     | Total     | -         | 2012                | -     | N/A             | N/A             |

- Datos: Q5978101